# Gardes-le-Pontaroux
Gardes-le-Pontaroux är en kommun i departementet Charente i regionen Nouvelle-Aquitaine i västra Frankrike. Kommunen ligger  i kantonen Villebois-Lavalette som ligger i arrondissementet Angoulême. År 2022 hade Gardes-le-Pontaroux 256 invånare.

## Befolkningsutveckling
Antalet invånare i kommunen Gardes-le-Pontaroux
Referens:INSEE